# Tom Bower
Tom Bower (Denver, 3 gennaio 1938 – Los Angeles, 30 maggio 2024) è stato un attore statunitense, apparso in una vasta gamma di ruoli nella televisione e nel cinema fin dal 1973.

## Carriera
Interpretò il ruolo di Curt nella serie TV una famiglia americana, quello di Dan Miller nel film Pollock (2000), il benzinaio in Le colline hanno gli occhi (2006) e il barista nell'episodio Taking a Break from All Your Worries della serie TV Battlestar Galactica.

## Filmografia parziale

### Cinema
- Panico nello stadio (Two-Minute Warning), regia di Larry Peerce (1976)
- La ballata di Gregorio Cortez (The Ballad of Gregorio Cortez), regia di Robert M. Young (1982)
- Il bunker del terrore (Massive Retaliation), regia di Thomas A. Cohen (1984)
- Wildrose, regia di John Hanson (1984)
- Lightship - La nave faro (The Lightship), regia di Jerzy Skolimowski (1985)
- Beverly Hills Cop II - Un piedipiatti a Beverly Hills II (Beverly Hills Cop II), regia di Tony Scott (1987)
- I ragazzi del fiume (River's Edge), regia di Tim Hunter (1987)
- Scarlatti - Il thriller (Lady in White), regia di Frank LaLoggia (1988)
- Boxe (Split Decisions), regia di David Drury (1988)
- Ultimi echi di guerra (Distant Thunder), regia di Rick Rosenthal (1988)
- Verdetto finale (True Believer), regia di Joseph Ruben (1989)
- Wired, regia di Larry Peerce (1989)
- 58 minuti per morire - Die Harder (Die Hard 2), regia di Renny Harlin (1990)
- Terza base (Talent for the Game), regia di Robert M. Young (1991)
- Air Force - Aquile d'acciaio (Aces: Iron Eagle III), regia di John Glen (1992)
- American Me - Rabbia di vivere (American Me), regia di Edward James Olmos (1992) – non accreditato
- Doppia personalità (Raising Cain), regia di Brian De Palma (1992)
- Un nuovo caso per l'ispettore Sam Dietz (Relentless 3), regia di James Lemmo (1993)
- Due vite al massimo (Teenage Bonnie and Klepto Clyde), regia di John Shepphird (1993)
- Sotto il segno del pericolo (Clear and Present Danger), regia di Phillip Noyce (1994) - non accreditato
- Lontano da casa (Far from Home: The Adventures of Yellow Dog), regia di Phillip Borsos (1995)
- Georgia, regia di Ulu Grosbard (1995)
- Il rovescio della medaglia (White Man's Burden), regia di Desmond Nakano (1995)
- Gli intrighi del potere - Nixon (Nixon), regia di Oliver Stone (1995)
- L'uomo del giorno dopo (The Postman), regia di Kevin Costner (1997) – non accreditato
- Il negoziatore (The Negotiator), regia di F. Gary Gray (1998) – non accreditato
- Il profumo di un giorno d'estate (Shadrach), regia di Susanna Styron (1998)
- A Slipping-Down Life, regia di Toni Kalem (1999)
- Malevolence, regia di Belle Avery (1999)
- The Million Dollar Hotel, regia di Wim Wenders (2000)
- Pollock, regia di Ed Harris (2000)
- Cuori in Atlantide (Hearts in Atlantis), regia di Scott Hicks (2001)
- Going Greek, regia di Justin Zackham (2001)
- The Badge - Inchiesta scandalo (The Badge), regia di Robby Henson (2002)
- High Crimes - Crimini di stato (High Crimes), regia di Carl Franklin (2002)
- Le valigie di Tulse Luper - La storia di Moab (The Tulse Luper Suitcases, Part 1: The Moab Story), regia di Peter Greenaway (2003)
- Below the Belt, regia di Robert M. Young (2004)
- La banda del porno - Dilettanti allo sbaraglio! (The Amateurs), regia di Michael Traeger (2005)
- Brothers of the Head, regia di Keith Fulton e Louis Pepe (2005)
- North Country - Storia di Josey (North Country), regia di Niki Caro (2005)
- Le colline hanno gli occhi (The Hills Have Eyes), regia di Alexandre Aja (2006)
- Undoing, regia di Chris Chan Lee (2006)
- Appaloosa, regia di Ed Harris (2008)
- Il cattivo tenente - Ultima chiamata New Orleans (The Bad Lieutenant: Port of Call - New Orleans), regia di Werner Herzog (2009)
- The Killer Inside Me, regia di Michael Winterbottom (2010)
- I Melt with You, regia di Mark Pellington (2011)
- Il fuoco della vendetta - Out of the Furnace (Out of the Furnace), regia di Scott Cooper (2013)
- 13 peccati (13 Sins), regia di Daniel Stamm (2014)
- Un tranquillo weekend di mistero (Digging for Fire), regia di Joe Swanberg (2015)
- Lamb, regia di Ross Partridge (2015)
- Light of My Life, regia di Casey Affleck (2019)
- Two Ways Home, regia di Ron Vignone (2019)
- Senior Love Triangle, regia di Kelly Blatz (2019)
- El Camino - Il film di Breaking Bad (El Camino: A Breaking Bad Movie), regia di Vince Gilligan (2019)
- Fully Realized Humans, regia di Joshua Leonard (2020)
- Raymond & Ray, regia di Rodrigo García (2022)

### Televisione
- Agenzia Rockford (The Rockford Files) – serie TV, episodi 1x02-3x11 (1974-1976)
- Una famiglia americana (The Waltons) – serie TV, 27 episodi (1975-1978)
- La donna bionica (The Bionic Woman) – serie TV, episodio 1x12 (1976)
- Il bacio della violenza (The Dain Curse), regia di E.W. Swackhamer – miniserie TV (1978)
- The Winds of Kitty Hawk, regia di Egbert Warnderink Swackhamer Jr. – film TV (1978)
- Barnaby Jones – serie TV, episodio 7x21 (1979)
- Lou Grant – serie TV, episodio 2x13 (1979)
- Hill Street giorno e notte (Hill Street Blues) – serie TV, 3 episodi (1981-1986)
- La signora in giallo (Murder, She Wrote) – serie TV, episodio 1x01 (1984)
- Miami Vice – serie TV, episodio 2x08 (1985)
- Misfits (Misfits of Science) – serie TV, episodio 1x03 (1985)
- Dallas – serie TV, episodio 10x11-10x15 (1986-1987)
- China Beach – serie TV, 17 episodi (1990)
- Love, Lies and Murder, regia di Robert Markowitz – film TV (1991)
- Senza movente (Murder in the Heartland), regia di Robert Markowitz – miniserie TV (1993)
- The Prison (Against the Wall), regia di John Frankenheimer – film TV (1994)
- Marlowe - Omicidio a Poodle Springs (Poodle Springs), regia di Bob Rafelson – film TV (1998)
- Roswell – serie TV, episodio 1x13 (1999-2000)
- X-Files (The X-Files) – serie TV, episodio 7x05 (1999)
- West Wing - Tutti gli uomini del Presidente (The West Wing) – serie TV, episodio 2x05 (2000)
- The Laramie Project, regia di Moisés Kaufman – film TV (2002)
- Cold Case - Delitti irrisolti (Cold Case) – serie TV, episodio 2x22 (2005)
- Battlestar Galactica – serie TV, episodio 3x13 (2007)
- Detective Monk (Monk) – serie TV, episodio 6x14 (2008)
- Criminal Minds – serie TV, episodio 9x11 (2013)
- Grey's Anatomy – serie TV, episodio 9x17 (2013)

## Doppiatori italiani
Nelle versioni in italiano delle opere in cui ha recitato, Tom Bower è stato doppiato da:
- Luciano De Ambrosis in High Crimes - Crimini di stato, The Killer Inside Me, Cold Case - Delitti irrisolti, Il fuoco della vendetta - Out of the Furnace
- Pietro Biondi in The Badge - Inchiesta scandalo, Le colline hanno gli occhi
- Giorgio Lopez in Appaloosa, Bosch
- Bruno Alessandro in Detective Monk, Light of My Life
- Ennio Coltorti in El Camino - Il film di Breaking Bad, Un fantasma in casa
- Claudio De Davide ne La signora in giallo
- Sandro Sardone in Verdetto finale
- Giampiero Albertini in 58 minuti per morire - Die Harder
- Carlo Sabatini in Doppia personalità
- Oliviero Dinelli in Due vite al massimo
- Stefano De Sando in Marlowe - Omicidio a Poodle Springs
- Gerolamo Alchieri in X-Files
- Michele Kalamera in Roswell
- Emilio Cappuccio in West Wing - Tutti gli uomini del Presidente
- Carlo Valli in Le valigie di Tulse Luper - La storia di Moab
- Giuliano Santi in NCIS - Unità anticrimine
- Antonio Paiola in La banda del porno - Dilettanti allo sbaraglio!
- Goffredo Matassi in Rizzoli & Isles
- Franco Zucca in Grey's Anatomy
- Mino Caprio in Goliath
- Roberto Draghetti in Air Force - Aquile d'acciaio (ridoppiaggio)